# Projeto Icarus
Projeto Icarus (em inglês: Project Icarus) foi um estudo de design teórico que visa projetar, uma viagem interestelar baseada na fusão nuclear. Começou como uma iniciativa dos membros da The British Interplanetary Society (BIS) e do Tau Zero Foundation (TZF), mas agora é administrado pelas mesmas pessoas sob a tutela da Icarus Interstellar, uma organização sem fins lucrativos. Foi motivado pela BIS o Projeto Daedalus, um estudo similar que foi conduzido entre 1973 e 1978 pela BIS.
O projeto está previsto para cerca de cinco anos e começou em 30 de setembro de 2009. Uma equipe internacional com dezenas de cientistas e engenheiros estão reunidos. O site do projeto revela a evolução da equipe.